# Stephanoxis
Stephanoxis ist eine Gattung aus der Familie der Kolibris. Zu ihr werden zwei Arten gezählt.

## Merkmale
Stephanoxis-Kolibris haben eine Körperlänge von etwa 9 cm und erreichen ein Gewicht von bis zu 3,5 g. Die Weibchen sind etwas leichter. Beide Geschlechter haben einen kurzen, geraden schwarzen Schnabel. Erwachsene Männchen haben eine schillernde grüne oder violett-blaue Haube. Ihr Kopf ist grau oder bräunlich mit einem weißen Fleck hinter dem Auge. Ihre Oberseite ist grünlich. Die Unterseite ist bis zum oberen Bauch (schwarz-)violett-blau, ansonsten grau. Die zentralen Schwanzfedern sind grün, die übrigen grün mit einem schwärzlichen Band am Ende und (grau-)weißen Spitzen. Erwachsene Weibchen und Jungtiere haben einen kleineren Kamm. Ihre Oberseite ist grün oder gelb-grün und ihre Unterseite grau.

## Systematik
Nach der Referenzklassifikation der International Ornithologists’ Union besteht die Gattung aus zwei Arten:
- Grünhaubenelfe (Stephanoxis lalandi) (Vieillot, 1818)[3]
- Violetthaubenelfe (Stephanoxis loddigesii) (Vigors, 1831)[4]

## Verbreitung und Lebensraum
Beide Arten leben endemisch, bevorzugt in subtropischen und tropischen Tiefland- und Bergwäldern, aber auch in stark degradierten ehemaligen Waldgebieten, meist in Höhenlagen von 0 bis 900 m. Das Verbreitungsgebiet umfasst den Südosten Brasiliens, den Osten Paraguays und den Nordosten Argentiniens.

## Etymologie und Forschungsgeschichte
Die Gattung galt früher als monotypisch mit zwei Unterarten:
- Stephanoxis lalandi lalandi (Vieillot, 1818)[3]
- Stephanoxis lalandi loddigesii (Vigors, 1831)[4]

 Louis Pierre Vieillot beschrieb den Kolibri unter dem Namen Trochilus Lalandi. Das Typusexemplar zur Beschreibung wurde ihm von Pierre Antoine Delalande (1787–1823) aus Brasilien zugeschickt. Eugène Louis Simon ordnete ihn 1897 in der neuen Gattung Stephanoxis ein. Dieser Name ist griechischen Ursprungs und leitet sich von stephanos, στεφανος für Krone und oxys, οξυς für spitz, spitzig ab. Das Artepitheton lalandi ist seinem Entdecker gewidmet. Loddigesii ehrt George Loddiges.
2014 veröffentlichte ein Team um Vagner Cavarzere eine Arbeit, in der die taxonomischen Grenzen beider Formen der Gattung neu bewertet wurden. Als Grundlage dienten 173 Exemplare aus 9 Sammlungen auf der ganzen Welt, darunter sogar die Holotypen und Paratypen beider Taxa. Darüber hinaus wurden 518 Fotografien beider Taxa analysiert, die ihren genauen Fundort enthielten. Das Ergebnis zeigte, dass sie nach dem biologischen und phylogenetischen Artenkonzept aufgrund klar definierter Muster im Gefieder und der geografischen Verteilung sowie aufgrund ihrer klaren monophyletischen Reziprozität als zwei eigenständige Arten behandelt werden sollten. 2015 erkannte das South American Classification Committee beide als eigene Arten an.